# Takumi Horiike
Takumi Horiike (japonsko 堀池 巧), japonski nogometaš, * 6. september 1965.
Za japonsko reprezentanco je odigral 58 uradnih tekem.